# Голяма Браила
Голяма Браила (на румънски: Insula Mare a Brăilei) е румънски остров в река Дунав.
Дължината му е 57,9 km, а ширината – 18,6 km, с площ от 710 km2. Отделен е от каналите на река Дунав – Мъчин и Вълчиу. На запад се намира остров Малка Браила. Около 681,3 km2 се използват за селскостопанска дейност – отглеждане на пшеница, царевица, слънчоглед, ечемик, соя, рапица и люцерна.
В миналото на острова има множество блата, които по време на комунистическия режим на Чаушеску са пресушени и са изградени язовири. За това е използван принудителният труд на политически затворници. Изградени са няколко лагера за превъзпитаване – Гръдина, Остров, Бандою, Лунча, Салчия, Стоенещи и Стръмба веке.
През лятото на 2018 г. компанията Al Dahra от Абу Даби, Обединени арабски емирства, закупува 57 000 ha обработваеми площи за отглеждане на селскостопански култури.